# Bohdan Rubczak
Bohdan Rubczak (ukr. Богдан Рубчак, ur. 1935 w Kałuszu, zm. 23 września 2018) – ukraiński poeta i literaturoznawca, od 1948 r. w USA, wykładowca uniwersytecki. Jeden z przedstawicieli modernizmu w ukraińskiej poezji lat 60., członek Grupy Nowojorskiej.

## Życiorys
Jego ojciec był działaczem ukraińskiej kooperatywy, a wujek to znany ukraiński aktor – Iwan Rubczak. Szkołę podstawową skończył w Kałuszu, ale w 1943 r. z powodu wojny wraz z rodzicami wyjechał do Niemiec. Tam też umarł ojciec Bohdana, a on sam został wraz z matką w obozie dipisów w Dillingen an der Donau, gdzie kontynuował naukę w obozowej szkole. W 1948 r. wyemigrował z matką do USA. W l. 1948-1952 mieszkał w Nowym Jorku, potem przeniósł się do Chicago. Tutaj z wyróżnieniem zakończył szkołę i kontynuował naukę na Uniwersytecie Roosevelta. Studiował porównawczą historię literatury światowej, uczył się języków.
W tym czasie, gdy miał 21 lat, ukazał się jego pierwszy tomik poezji Kaminnyj sad, dedykowany jego matce, która przez cały czas ciężko pracowała, aby umożliwić Bohdanowi studiowanie. On sam, aby jej pomóc, nie przerywając studiów, dorabiał sobie na różnych stanowiskach. W 1958 r. Rubczaka powołano do amerykańskiego wojska i dwa lata służył w Korei. Gdy wrócił w 1960, wydał drugi tomik wierszy Promenysta zrada. Ponowił swoje studia najpierw na Uniwersytecie Roosevelta, a później na Uniwersytecie w Chicago. W tym czasie wyszedł jego trzeci tomik wierszy Diwczyna bez krajiny. W 1964 r. Uniwersytet Manitoba zaprosił go wykładania slawistyki. Później Rubczak przeniósł się do Nowego Jorku, gdzie pracował w prestiżowym wydawnictwie Harper & Row, a z czasem został dyrektorem Ukraińskiej redakcji radia Swoboda. W 1967 r. ukazał się jego czwarty tomik wierszy Osobysta Klio, dedykowany jego żonie Marianie. Po kilku latach został wykładowcą na Uniwersytecie Rutgers, gdzie zaczyna pracę nad doktoratem z literatury porównawczej.
Pracę doktorską na temat Teoria Metafory ukończył i obronił w 1977 r. Natomiast już trzy lata wcześniej został wykładowcą slawistyki i ukrainistyki na Uniwersytecie Illinois w Chicago. Długi czas współpracował z czasopismem „Suczasnist” („Сучасність”). Oprócz zbiorów poezji napisał ponad sto artykułów i esejów. Razem z Bohdanem Bojczukiem uporządkował antologię współczesnej poezji ukraińskiej na Zachodzie, która ukazała się w 1969 r. w dwóch tomach pod nazwą Koordynaty. Wcześniej w 1967 r. zredagował razem z Światosławem Hordyńskim wybrane wiersze Bohdana Ihora Antonycza. Na Ukrainie w 1991 r. ukazał się drukiem zbiór wierszy Rubczaka Kryło Ikarowe. Sam Rubczak również jest tłumaczem z języka angielskiego, niemieckiego, francuskiego. Jest uważany za jednego z najwybitniejszych poetów ukraińskiej diaspory. 

## Tomiki poezji
- Kaminnyj sad (Nowy Jork – Chicago, 1956; Monachium – Nowy Jork, 1983 – ponowne wydanie w książce Kryło Ikarowe – nowi i wybrani poeziji; nowe wydanie w książce Kryło Ikarowe, Kijów 1991,
- Promenysta zrada (Nowy Jork – Chicago, 1960; Monachium – Nowy Jork, 1983 – ponowne wydanie w książce Kryło Ikarowe – nowi i wybrani poeziji; nowe wydanie w książce Kryło Ikarowe, Kijów 1991,
- Diwczyna bez krajiny (Nowy Jork – Chicago, 1963; Monachium – Nowy Jork, 1983 – ponowne wydanie w książce Kryło Ikarowe – nowi i wybrani poeziji; nowe wydanie w książce Kryło Ikarowe, Kijów 1991,
- Osobysta Klio (Nowy Jork, 1967; Monachium – Nowy Jork, 1983 – ponowne wydanie w książce Kryło Ikarowe – nowi i wybrani poeziji; nowe wydanie w książce Kryło Ikarowe, Kijów 1991,
- Marenu topyty (Monachium – Nowy Jork, 1983 – pierwsze wydanie w książce Kryło Ikarowe – nowi i wybrani poeziji; Kijów, 1991, nowe wydanie w książce Kryło Ikarowe),
- Kryło Ikarowe – nowi i wybrani poeziji (Monachium – Nowy Jork, 1983 – zbiór podsumowujący, do jakiego weszły wszystkie wcześniejsze wydania tomików wierszy),
- Kryło Ikarowe (Kijów, 1991 – kijowskie podsumowujące wydanie, do którego weszły wszystkie wcześniejsze wydania tomików z dodatkowym cyklem pod nazwą Z nowych wirsziw).